# More Brain Training from Dr Kawashima: How Old Is Your Brain?
More Brain Training from Dr. Kawashima: How Old Is Your Brain? (en català: «Més entrenament cerebral del Dr. Kawashima: quants anys té el vostre cervell?») és un videojoc de trencaclosques i la seqüela de Dr Kawashima's Brain Training: How Old Is Your Brain?. Va ser desenvolupat i publicat per Nintendo per a la consola Nintendo DS. El joc es basa en la recerca i els treballs publicats de Ryuta Kawashima, neurocientífic japonès i professor de la Universitat de Tohoku. Va ser llançat al Japó el 29 de desembre de 2005 i va arribar a Europa el 29 de juny de 2007.
És la segona entrada de la sèrie Brain Training i forma part de la sèrie Touch! Generations.

## Jugabilitat

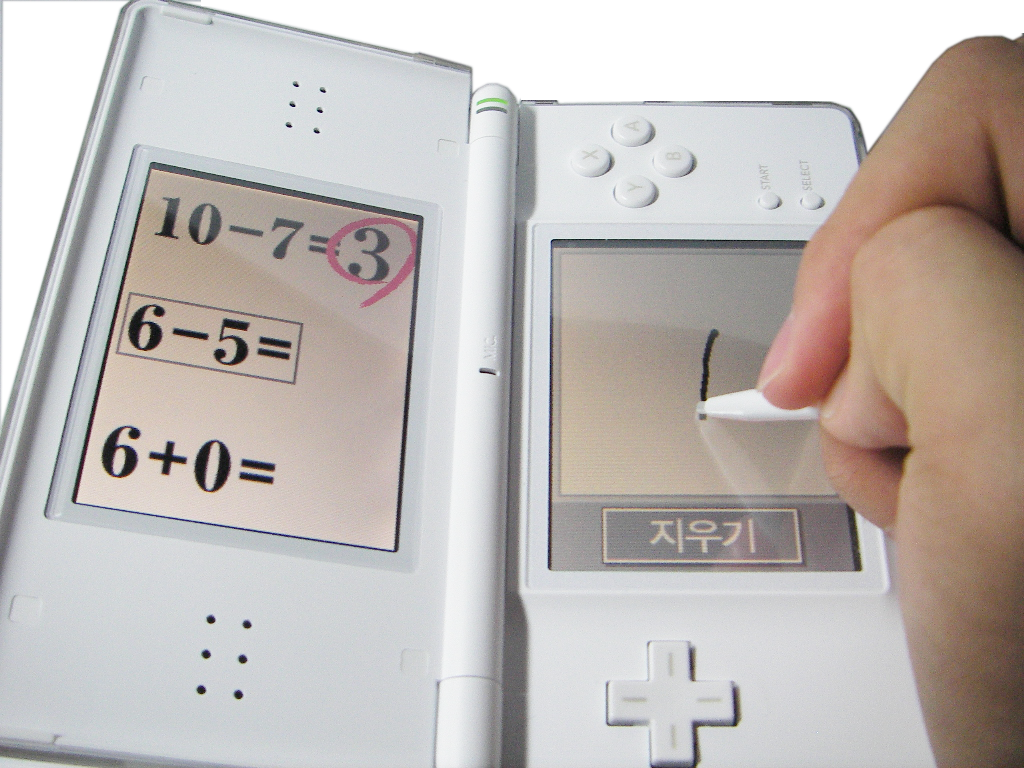
El joc es juga amb la consola subjectada de costat, com un llibre.

De manera similar al seu predecessor, More Brain Training és un videojoc d'entreteniment educatiu que ofereix als jugadors diversos minijocs per jugar-hi. Està dissenyat per jugar-hi una mica cada dia i es controla mitjançant la pantalla tàctil. Abans de començar el joc, el jugador ha de crear un perfil, després del qual realitza tres proves aleatòries per determinar l'edat del cervell, que oscil·la entre els 20 i els 80 anys i depèn del rendiment del jugador.
El jugador pot dur a terme una sèrie d'exercicis: Brain Age Check (prova de l'edat cerebral), Training (entrenament) i Sudoku. Els minijocs del More Brain Training són diferents dels del Brain Age original. Durant l'entrenament, els jugadors poden obtenir segells completant minijocs, i només se'n pot rebre un per dia. Un cop s'obtenen un cert nombre de segells, es desbloquegen nous minijocs i funcions.

## Recepció
More Brain Training va obtenir crítiques generalment favorables, rebent puntuacions agregades d'un 77% de Metacritic i un 79,04% de GameRankings. Les positives es van centrar en les millores fetes al joc original, mentre que les crítiques es van centrar en la incapacitat del joc per entendre algunes respostes escrites i orals. El joc va ser seleccionat joc del mes pels lectors d'IGN l'agost de 2007.
Al juliol de 2006, havia venut 2.752.211 còpies al Japó, superant el seu predecessor en més de 200.000. El joc va rebre un premi "Diamant" de l'Entertainment and Leisure Software Publishers Association, que marcava més d'1 milió de vendes al Regne Unit.